# Region Örebro läns förvaltnings AB
Region Örebro läns förvaltnings AB är ett svenskt förvaltningsbolag som agerar moderbolag för de verksamheter som Region Örebro län har valt att driva i aktiebolagsform. Bolaget ägs helt av regionen.

## Bolag
Källa: 
- Alfred Nobel Science Park AB (28,8%)
- Almi företagspartner Mälardalen AB (24,5%)
- Länsgården Fastigheter Aktiebolag (100%)
- Länsmusiken i Örebro AB (9%)
- Länsteatern i Örebro AB (91%)
- Länstrafiken Örebro Aktiebolag (100%)
- Oslo-Stockholm 2.55 AB (16,7%)
- Region Örebro Innovation AB (60%)
- Scantec AB (50%)
- Örebro läns Flygplats AB (44,95%)